# Melipona beecheii
Melipona beecheii är en biart som beskrevs av Bennett 1831. Melipona beecheii ingår i släktet Melipona och familjen långtungebin. Inga underarter finns listade i Catalogue of Life.